# Beatenberg
Beatenberg is een gemeente en plaats in het Zwitserse kanton Bern, en maakt deel uit van het district Interlaken-Oberhasli.
Beatenberg telt 1.150 inwoners.